# Championnats d'Europe de BMX 2011-2012
Navigation
2013
L'édition 2012 des Championnats d'Europe de BMX s'est déroulée sur 6 rencontres de 2 jours, soit 12 manches.
Les lieux de compétitions sont Valkenswaard (Pays-Bas), Klatovy (République tchèque), Genève (Suisse) et Courtrai (Belgique) et Creazzo (Italie) et Orléans (France).

## Podiums
| Épreuves       | Or                    | Argent             | Bronze                |
| Hommes élites  | Edžus Treimanis       | Rihards Veide      | Jordy van der Heijden |
| Hommes juniors | Amidou Mir            | Romain Mahieu      | Julian Schmidt        |
| Femmes élites  | Eva Ailloud           | Jana Horáková      | Aneta Hladikova       |
| Femmes juniors | Live Andrea Mikkelsen | Simone Christensen | Nadja Pries           |

## Hommes élites

### Résultats
| Lieu                       | Date             | Manche    | Classe UCI | Vainqueur             | Deuxième              | Troisième             |
| -------------------------- | ---------------- | --------- | ---------- | --------------------- | --------------------- | --------------------- |
| Pays-Bas Valkenswaard      | 3 septembre 2011 | Manche 1  |            | Damien Godet          | Thomas Hamon          | Rihards Veide         |
| Pays-Bas Valkenswaard      | 4 septembre 2011 | Manche 2  |            | Amidou Mir            | Romain Mahieu         | Pim de Jong           |
| République tchèque Klatovy | 8 octobre 2011   | Manche 3  |            | Edžus Treimanis       | Raymon van der Biezen | Benjamin Janssens     |
| République tchèque Klatovy | 8 octobre 2011   | Manche 4  |            | Raymon van der Biezen | Edžus Treimanis       | Rihards Veide         |
| Suisse Genève              | 22 octobre 2011  | Manche 5  |            | Joris Daudet          | Edžus Treimanis       | Sylvain André         |
| Suisse Genève              | 23 octobre 2011  | Manche 6  |            | Joris Daudet          | Sylvain André         | Edžus Treimanis       |
| Belgique Courtrai          | 21 janvier 2012  | Manche 7  | 4          | Brian Kirkham         | Jelle van Gorkom      | Edžus Treimanis       |
| Belgique Courtrai          | 22 janvier 2012  | Manche 8  | 5          | Brian Kirkham         | Sylvain André         | Moana Moo-Caille      |
| Italie Creazzo             | 7 avril 2012     | Manche 9  | 4          | Rihards Veide         | Toms Mankus           | Fausto Endara         |
| Italie Creazzo             | 8 avril 2012     | Manche 10 | 5          | Rihards Veide         | Edžus Treimanis       | Jordy van der Heijden |
| France Orléans             | 5 mai 2012       | Manche 11 | 3          | Joris Daudet          | Edžus Treimanis       | Jordy van der Heijden |
| France Orléans             | 6 mai 2012       | Manche 12 | 5          | Joris Daudet          | Rihards Veide         | Toms Mankus           |

### Classement
Le classement s'effectue sur la totalisation des points relatifs aux 10 meilleurs classements du pilote. Les points non-totalisés sont ici affichés en négatif (-).
| Classement | Pilote                | Total | Drapeau des Pays-Bas | Drapeau des Pays-Bas | Drapeau de la Tchéquie | Drapeau de la Tchéquie | Drapeau de la Suisse | Drapeau de la Suisse | Drapeau de la Belgique | Drapeau de la Belgique | Drapeau de l'Italie | Drapeau de l'Italie | Drapeau de la France | Drapeau de la France |
| ---------- | --------------------- | ----- | -------------------- | -------------------- | ---------------------- | ---------------------- | -------------------- | -------------------- | ---------------------- | ---------------------- | ------------------- | ------------------- | -------------------- | -------------------- |
| 1          | Edžus Treimanis       | 315   | -21                  | 34                   | 32                     | 28                     | 35                   | 31                   | 32                     | 26                     | 27                  | 35                  | 35                   |                      |
| 2          | Rihards Veide         | 292   | 30                   | 32                   | -17                    | 25                     | 27                   | 25                   | -14                    | 18                     | 39                  | 39                  | 22                   | 35                   |
| 3          | Jordy van der Heijden | 236   | 29                   | 21                   | -11                    | -10                    | 24                   | 21                   | 24                     | 13                     | 17                  | 30                  | 29                   | 28                   |
| 4          | Twan van Gendt        | 217   | 21                   | 30                   | 16                     | 20                     | 23                   | 27                   | 15                     | 27                     |                     |                     | 17                   | 21                   |
| 5          | Toms Mankus           | 208   |                      |                      | 23                     | 8                      | 12                   | 26                   | 23                     | 16                     | 35                  | 13                  | 20                   | 32                   |
| 6          | Glenn van de Wetering | 194   | 23                   | 18                   | -5                     | 9                      | 26                   | -8                   | 18                     | 17                     | 26                  | 28                  | 10                   | 19                   |
| 7          | Lilian Goux           | 189   | -7                   | 13                   | 18                     | 20                     | 15                   | 20                   | 18                     | -4                     | 20                  | 13                  | 27                   | 25                   |
| 8          | Kristers Lejins       | 173   | 24                   | 11                   | 20                     | 15                     | 19                   | 20                   | -9                     | 14                     | 19                  | -9                  | 13                   | 18                   |
| 9          | Thomas Hamon          | 169   | 34                   | 16                   |                        |                        | 18                   | 27                   | 23                     | 19                     |                     |                     | 18                   | 14                   |
| 10         | Julian Perrier        | 167   | 13                   | 15                   | 13                     | 10                     | 17                   | 15                   | 19                     | 16                     | 26                  | 23                  | -9                   | -10                  |

## Femmes élites

### Résultats
| Lieu                       | Date             | Manche    | Classe UCI | Vainqueur             | Deuxième          | Troisième          |
| -------------------------- | ---------------- | --------- | ---------- | --------------------- | ----------------- | ------------------ |
| Pays-Bas Valkenswaard      | 3 septembre 2011 | Manche 1  |            | Magalie Pottier       | Aneta Hladikova   | Vilma Rimšaitė     |
| Pays-Bas Valkenswaard      | 4 septembre 2011 | Manche 2  |            | Magalie Pottier       | Vilma Rimšaitė    | Aneta Hladikova    |
| République tchèque Klatovy | 8 octobre 2011   | Manche 3  |            | Vilma Rimšaitė        | Jana Horáková     | Eva Ailloud        |
| République tchèque Klatovy | 8 octobre 2011   | Manche 4  |            | Eva Ailloud           | Jana Horáková     | Vilma Rimšaitė     |
| Suisse Genève              | 22 octobre 2011  | Manche 5  |            | Jana Horáková         | Eva Ailloud       | Maartje Hereijgers |
| Suisse Genève              | 23 octobre 2011  | Manche 6  |            | Manon Valentino       | Magalie Pottier   | Aneta Hladikova    |
| Belgique Courtrai          | 21 janvier 2012  | Manche 7  | 4          | Shanaze Reade         | Magalie Pottier   | Laura Smulders     |
| Belgique Courtrai          | 22 janvier 2012  | Manche 8  | 5          | Manon Valentino       | Shanaze Reade     | Eva Ailloud        |
| Italie Creazzo             | 7 avril 2012     | Manche 9  | 4          | Eva Ailloud           | Romana Labounkova | Jana Horáková      |
| Italie Creazzo             | 8 avril 2012     | Manche 10 | 5          | Romana Labounkova     | Eva Ailloud       | Vilma Rimšaitė     |
| France Orléans             | 5 mai 2012       | Manche 11 | 3          | Laëtitia Le Corguillé | Elke Vanhoof      | Eva Ailloud        |
| France Orléans             | 6 mai 2012       | Manche 12 | 5          | Laëtitia Le Corguillé | Romana Labounkova | Stefany Hernández  |

### Classement
Le classement s'effectue sur la totalisation des points relatifs aux 10 meilleurs classements du pilote. Les points non-totalisés sont ici affichés en négatif (-).
| Classement | Pilote             | Total | Drapeau des Pays-Bas | Drapeau des Pays-Bas | Drapeau de la Tchéquie | Drapeau de la Tchéquie | Drapeau de la Suisse | Drapeau de la Suisse | Drapeau de la Belgique | Drapeau de la Belgique | Drapeau de l'Italie | Drapeau de l'Italie | Drapeau de la France | Drapeau de la France |
| ---------- | ------------------ | ----- | -------------------- | -------------------- | ---------------------- | ---------------------- | -------------------- | -------------------- | ---------------------- | ---------------------- | ------------------- | ------------------- | -------------------- | -------------------- |
| 1          | Eva Ailloud        | 220   | -10                  | -13                  | 18                     | 24                     | 27                   | 17                   | 19                     | 21                     | 31                  | 27                  | 20                   | 16                   |
| 2          | Jana Horáková      | 211   | 20                   | 18                   | 24                     | 24                     | 29                   | 17                   | 17                     | -14                    | 23                  | -15                 | 20                   | 19                   |
| 3          | Aneta Hladikova    | 196   | 23                   | 21                   | 19                     | 19                     | 16                   | 23                   |                        |                        | 22                  | 22                  | 17                   | 14                   |
| 4          | Vilma Rimšaitė     | 187   | 16                   | 25                   | 28                     | 21                     | 15                   | 16                   | -14                    | 14                     | -12                 | 22                  | 14                   | 16                   |
| 5          | Maartje Hereijgers | 140   | 16                   | 15                   | 13                     | 15                     | 23                   | 16                   | 13                     | 12                     |                     |                     | 8                    | 9                    |
| 6          | Laura Smulders     | 139   | 14                   | 12                   | 8                      | 12                     | 14                   | 14                   | 20                     | 19                     |                     |                     | 17                   | 9                    |
| 7          | Dana Sprengers     | 139   | 18                   | 14                   | 15                     | 11                     | -8                   | 13                   | -10                    | 11                     | 14                  | 15                  | 17                   | 11                   |
| 8          | Romana Labounkova  | 133   |                      |                      | 4                      | 4                      | 4                    | 4                    | 14                     | 11                     | 25                  | 30                  | 11                   | 26                   |
| 9          | Mélanie Boudoux    | 74    | 10                   | 9                    |                        |                        | 9                    | 5                    | 7                      | 9                      | 10                  | 8                   | 3                    | 4                    |
| 10         | Sandra Aleksejeva  | 64    | 5                    | 7                    | 5                      | 8                      | 8                    | 4                    | 13                     | 7                      |                     |                     | 3                    | 4                    |

## Tableau des médailles
| Rang | Nation             | Or | Argent | Bronze | Total |
| ---- | ------------------ | -- | ------ | ------ | ----- |
| 1    | France             | 2  | 1      | 0      | 3     |
| 2    | Lettonie           | 1  | 1      | 0      | 2     |
| 3    | Norvège            | 1  | 0      | 0      | 1     |
| 4    | République tchèque | 0  | 1      | 1      | 2     |
| 5    | Danemark           | 0  | 1      | 0      | 1     |
| 6    | Allemagne          | 0  | 0      | 2      | 2     |
| 7    | Pays-Bas           | 0  | 0      | 1      | 1     |
|      | Total              | 4  | 4      | 4      | 12    |